# 2009年太平洋颶風季時間軸

## 五月
5月15日
- 12 a.m. UTC （5月14日 5 p.m. PDT） - 2009年東太平洋颶風季正式開始。

## 六月
6月1日
- 12 a.m. UTC （5月31日 2 p.m. HST） - 2009年中太平洋颶風季正式開始。

6月18日
- 8 a.m. PDT （3 p.m. UTC） - 錫那羅亞州之西南發現一股熱帶低氣壓。

6月19日
- 5 p.m. PDT （6月20日 12 a.m. UTC） - 國家颶風中心為熱帶低氣壓01E發出最後報告。

6月21日
- 2 p.m. PDT （9 p.m. UTC） - 錫瓦塔内霍之南發現一股熱帶低氣壓。
- 8 p.m. PDT （6月22日 3 a.m. UTC） - 熱帶低氣壓02E增強為熱帶風暴Andres。

6月23日
- 2 p.m. PDT （9 p.m. UTC） - 熱帶風暴Andres增強為颶風Andres。
- 8 p.m. PDT （6月24日 3 a.m. UTC） - 颶風Andres減弱為熱帶風暴Andres。

6月24日
- 8 a.m. PDT （3 p.m. UTC） - 熱帶風暴Andres減弱為熱帶低氣壓Andres。
- 11 a.m. PDT （6 p.m. UTC） - 國家颶風中心為熱帶低氣壓Andres發出最後報告。

## 七月
7月6日
- 5:30 a.m. PDT （12:30 p.m. UTC） - 熱帶風暴Blanca在下加利福尼亞半島南端之西南形成。

7月8日
- 2 a.m. PDT （9 a.m. UTC） - 熱帶風暴Blanca減弱為熱帶低氣壓Blanca。
- 8 p.m. PDT （7月9日 3 a.m. UTC） - 國家颶風中心為熱帶低氣壓Blanca發出最後報告。

7月10日
- 2 a.m. PDT （9 a.m. UTC） - 下加利福尼亞半島南端之南發現一股熱帶低氣壓。
- 2 p.m. PDT （9 p.m. UTC） - 熱帶低氣壓04E增強為熱帶風暴Carlos。

7月11日
- 2 p.m. PDT （9 p.m. UTC） - 熱帶風暴Carlos增強為颶風Carlos。

7月12日
- 2 p.m. PDT （9 p.m. UTC） - 颶風Carlos減弱為熱帶風暴Carlos。

7月14日
- 3 a.m. PDT （10 a.m. UTC） - 熱帶風暴Carlos增強為颶風Carlos。
- 8 p.m. PDT （7月15日 3 a.m. UTC） - 下加利福尼亞半島南端之西南發現一股熱帶低氣壓。

7月15日
- 8 a.m. PDT （3 p.m. UTC） - 熱帶低氣壓05E增強為熱帶風暴Dolores。
- 2 p.m. PDT （9 p.m. UTC） - 颶風Carlos減弱為熱帶風暴Carlos。

7月16日
- 2 a.m. PDT （9 a.m. UTC） - 熱帶風暴Carlos減弱為熱帶低氣壓Carlos。
- 2 p.m. PDT （9 p.m. UTC） - 國家颶風中心為熱帶低氣壓Carlos發出最後報告。
- 2 p.m. PDT （9 p.m. UTC） - 熱帶風暴Dolores減弱為熱帶低氣壓Dolores。
- 8 p.m. PDT （7月17日 3 a.m. UTC） - 國家颶風中心為熱帶低氣壓Dolores發出最後報告。

7月30日
- 8 a.m. PDT （3 p.m. UTC） - 希洛之東南發現一股熱帶低氣壓。
- 8 a.m. PDT （3 p.m. UTC） - 熱帶低氣壓06E橫過東太平洋進入中太平洋範圍。

7月31日
- 11 a.m. HST （9 p.m. UTC） - 熱帶低氣壓06E增強為熱帶風暴Lana。

## 八月
8月2日
- 5 p.m. HST （8月3日 3 a.m. UTC） - 熱帶風暴Lana減弱為熱帶低氣壓Lana。

8月3日
- 5 a.m. HST （3 p.m. UTC） - 中太平洋颶風中心為熱帶低氣壓Lana發出最後報告。
- 2 p.m. PDT （9 p.m. UTC） - 下加利福尼亞半島南端之西南發現一股熱帶低氣壓。
- 8 p.m. PDT （8月4日 3 a.m. UTC） - 熱帶低氣壓07E增強為熱帶風暴Enrique。
- 8 p.m. PDT （8月4日 3 a.m. UTC） - 下加利福尼亞半島南端之西南發現一股熱帶低氣壓。

8月4日
- 8 a.m. PDT （3 p.m. UTC） - 熱帶低氣壓08E增強為熱帶風暴Felicia。
- 2 p.m. PDT （9 p.m. UTC） - 熱帶風暴Felicia增強為颶風Felicia。

8月6日
- 2 p.m. PDT （9 p.m. UTC） - 熱帶風暴Enrique減弱為熱帶低氣壓Enrique。

8月7日
- 2 p.m. PDT （9 p.m. UTC） - 國家颶風中心為熱帶低氣壓Enrique發出最後報告。

8月8日
- 8 a.m. PDT （3 p.m. UTC） - 颶風Felicia橫過東太平洋進入中太平洋範圍。

8月9日
- 5 a.m. HST （3 p.m. UTC） - 颶風Felicia減弱為熱帶風暴Felicia。
- 2 p.m. PDT （9 p.m. UTC） - 下加利福尼亞半島南端之西南發現一股熱帶低氣壓。

8月10日
- 5 p.m. HST （8月11日 3 a.m. UTC） - 檀香山之西南發現一股熱帶低氣壓。

8月11日
- 5 a.m. HST （3 p.m. UTC） - 熱帶低氣壓01C增強為熱帶風暴Maka。
- 5 a.m. HST （3 p.m. UTC） - 熱帶風暴Felicia減弱為熱帶低氣壓Felicia。
- 11 a.m. HST （9 p.m. UTC） - 中太平洋颶風中心為熱帶低氣壓Felicia發出最後報告。
- 5 p.m. HST （8月12日 3 a.m. UTC） - 熱帶風暴Maka減弱為熱帶低氣壓Maka。

8月12日
- 9 a.m. PDT （4 p.m. UTC） - 下加利福尼亞半島南端之西南發現一股熱帶低氣壓。
- 11 a.m. HST （9 p.m. UTC） - 中太平洋颶風中心為熱帶低氣壓Maka發出最後報告。
- 8 p.m. PDT （8月13日 3 a.m. UTC） - 國家颶風中心為熱帶低氣壓09E發出最後報告。
- 8 p.m. PDT （8月13日 3 a.m. UTC） - 熱帶低氣壓10E增強為熱帶風暴Guillermo。

8月14日
- 2 a.m. PDT （9 a.m. UTC） - 熱帶風暴Guillermo增強為颶風Guillermo。

8月16日
- 2 p.m. PDT （9 p.m. UTC） - 颶風Guillermo橫過東太平洋進入中太平洋範圍。
- 11 p.m. HST （8月17日 9 a.m. UTC） - 颶風Guillermo減弱為熱帶風暴Guillermo。

8月19日
- 11 a.m. HST （9 p.m. UTC） - 熱帶風暴Guillermo減弱為熱帶低氣壓Guilermo。
- 5 p.m. HST （8月20日 3 a.m. UTC） - 中太平洋颶風中心為熱帶低氣壓Guillermo發出最後報告。

8月22日
- 8 a.m. PDT （3 p.m. UTC） - 希洛之東南發現一股熱帶低氣壓。
- 2 p.m. PDT （9 p.m. UTC） - 熱帶低氣壓11E增強為熱帶風暴Hilda。

8月23日
- 8 a.m. PDT （3 p.m. UTC） - 熱帶風暴Hilda橫過東太平洋進入中太平洋範圍。

8月24日
- 2 p.m. PDT （9 p.m. UTC） - 下加利福尼亞半島南端之西南發現一股熱帶低氣壓。
- 8 p.m. PDT （8月25日 3 a.m. UTC） - 熱帶低氣壓12E增強為熱帶風暴Ignacio。

8月26日
- 5 p.m. HST （8月27日 3 a.m. UTC） - 熱帶風暴Hilda減弱為熱帶低氣壓Hilda。

8月27日
- 2 a.m. PDT （9 a.m. UTC） - 熱帶風暴Ignacio減弱為熱帶低氣壓Ignacio。
- 8 a.m. PDT （3 p.m. UTC） - 國家颶風中心為熱帶低氣壓Ignacio發出最後報告。
- 5 p.m. HST （8月28日 3 a.m. UTC） - 中太平洋颶風中心為熱帶低氣壓Hilda發出最後報告。

8月28日
- 5 p.m. HST （8月29日 3 a.m. UTC） - 檀香山之西南發現一股熱帶低氣壓。
- 8 p.m. PDT （8月29日 3 a.m. UTC） - 阿卡普爾科之西南發現一股熱帶低氣壓。

8月29日
- 2 a.m. PDT （9 a.m. UTC） - 熱帶低氣壓13E增強為熱帶風暴Jimena。
- 8 a.m. PDT （3 p.m. UTC） - 熱帶風暴Jimena增強為颶風Jimena。
- 8 a.m. PDT （3 p.m. UTC） - 下加利福尼亞半島南端之西南發現一股熱帶低氣壓。
- 11 a.m. HST （9 p.m. UTC） - 熱帶低氣壓02C橫過國際換日線進入西太平洋範圍。
- 2 p.m. PDT （9 p.m. UTC） - 熱帶低氣壓14E增強為熱帶風暴Kevin。

8月31日
- 8 a.m. PDT （3 p.m. UTC） - 熱帶風暴Kevin減弱為熱帶低氣壓Kevin。

## 九月
9月1日
- 2 p.m. PDT （9 p.m. UTC） - 國家颶風中心為熱帶低氣壓Kevin發出最後報告。

9月2日
- c. 8 a.m. PDT （3 p.m. UTC） - 颶風Jimena在Cabo San Lazaro登陸。
- c. 2 p.m. PDT （9 p.m. UTC） - 颶風Jimena在Puerto San Andresito和San Juanico之間登陸。
- 8 p.m. PDT （9月3日 3 a.m. UTC） - 颶風Jimena減弱為熱帶風暴Jimena。

9月4日
- 2 a.m. PDT （9 a.m. UTC） - 熱帶風暴Jimena減弱為熱帶低氣壓Jimena。
- 2 p.m. PDT （9 p.m. UTC） - 國家颶風中心為熱帶低氣壓Jimena發出最後報告。

9月7日
- 2 a.m. PDT （9 a.m. UTC） - 下加利福尼亞半島南端之西南發現一股熱帶低氣壓。
- 2 p.m. PDT （9 p.m. UTC） - 熱帶低氣壓15E增強為熱帶風暴Linda。

9月9日
- 8 p.m. PDT （9月10日 3 a.m. UTC） - 熱帶風暴Linda增強為颶風Linda。

9月10日
- 8 p.m. PDT （9月11日 3 a.m. UTC） - 颶風Linda減弱為熱帶風暴Linda。

9月11日
- 8 p.m. PDT （9月12日 3 a.m. UTC） - 熱帶風暴Linda減弱為熱帶低氣壓Linda。
- 8 p.m. PDT （9月12日 3 a.m. UTC） - 國家颶風中心為熱帶低氣壓Linda發出最後報告。

9月16日
- 4:30 a.m. PDT （11:30 a.m. UTC） - 南下加利福尼亞州之西南發現一股熱帶低氣壓。
- 8 a.m. PDT （3 p.m. UTC） - 熱帶低氣壓16E增強為熱帶風暴Marty。

9月19日
- 2 a.m. PDT （9 a.m. UTC） - 熱帶風暴Marty減弱為熱帶低氣壓Marty。
- 2 p.m. PDT （9 p.m. UTC） - 國家颶風中心為熱帶低氣壓Marty發出最後報告。

9月22日
- 8 p.m. PDT （9月23日 3 a.m. UTC） - 下加利福尼亞半島南端之西南發現一股熱帶低氣壓。

9月23日
- 2 a.m. PDT （9 a.m. UTC） - 熱帶低氣壓17E增強為熱帶風暴Nora。

9月24日
- 8 p.m. PDT （9月25日 3 a.m. UTC） - 熱帶風暴Nora減弱為熱帶低氣壓Nora。

9月25日
- 2 a.m. PDT （9 a.m. UTC） - 國家颶風中心為熱帶低氣壓Nora發出最後報告。

## 十月
10月1日
- 8 a.m. PDT （3 p.m. UTC） - 下加利福尼亞半島南端之西南發現一股熱帶低氣壓。
- 2 p.m. PDT （9 p.m. UTC） - 熱帶低氣壓18E增強為熱帶風暴Olaf。

10月3日
- 2 a.m. PDT （9 a.m. UTC） - 熱帶風暴Olaf減弱為熱帶低氣壓Olaf。
- 8 p.m. PDT （10月4日 3 a.m. UTC） - 國家颶風中心為熱帶低氣壓Olaf發出最後報告。

10月11日
- 2 p.m. PDT （9 p.m. UTC） - 下加利福尼亞半島南端之西南發現一股熱帶低氣壓。
- 8 p.m. PDT （10月12日 3 a.m. UTC） - 熱帶低氣壓19E增強為熱帶風暴Patricia。

10月13日
- 11 p.m. PDT （10月14日 6 a.m. UTC） - 熱帶風暴Patricia減弱為熱帶低氣壓Patricia。

10月14日
- 2 a.m. PDT （9 a.m. UTC） - 國家颶風中心為熱帶低氣壓Patricia發出最後報告。

10月15日
- 2 p.m. PDT （9 p.m. UTC） - 阿卡普爾科之東南發現一股熱帶低氣壓。
- 8 p.m. PDT （10月16日 3 a.m. UTC） - 熱帶低氣壓20E增強為熱帶風暴Rick。

10月16日
- 8 a.m. PDT （3 p.m. UTC） - 熱帶風暴Rick增強為颶風Rick。

10月18日
- 11 a.m. HST （9 p.m. UTC） - 檀香山之東南發現一股熱帶低氣壓。

10月19日
- 5 a.m. HST （3 p.m. UTC） - 熱帶低氣壓03C增強為熱帶風暴Neki。
- 8 p.m. PDT （10月20日 3 a.m. UTC） - 颶風Rick減弱為熱帶風暴Rick。

10月20日
- 11 p.m. HST （10月21日 9 a.m. UTC） - 熱帶風暴Neki增強為颶風Neki。

10月23日
- 5 a.m. HST （3 p.m. UTC） - 颶風Neki減弱為熱帶風暴Neki.

## 十一月
11月30日
- 2009年太平洋颶風季正式完結